# 大和川検車区

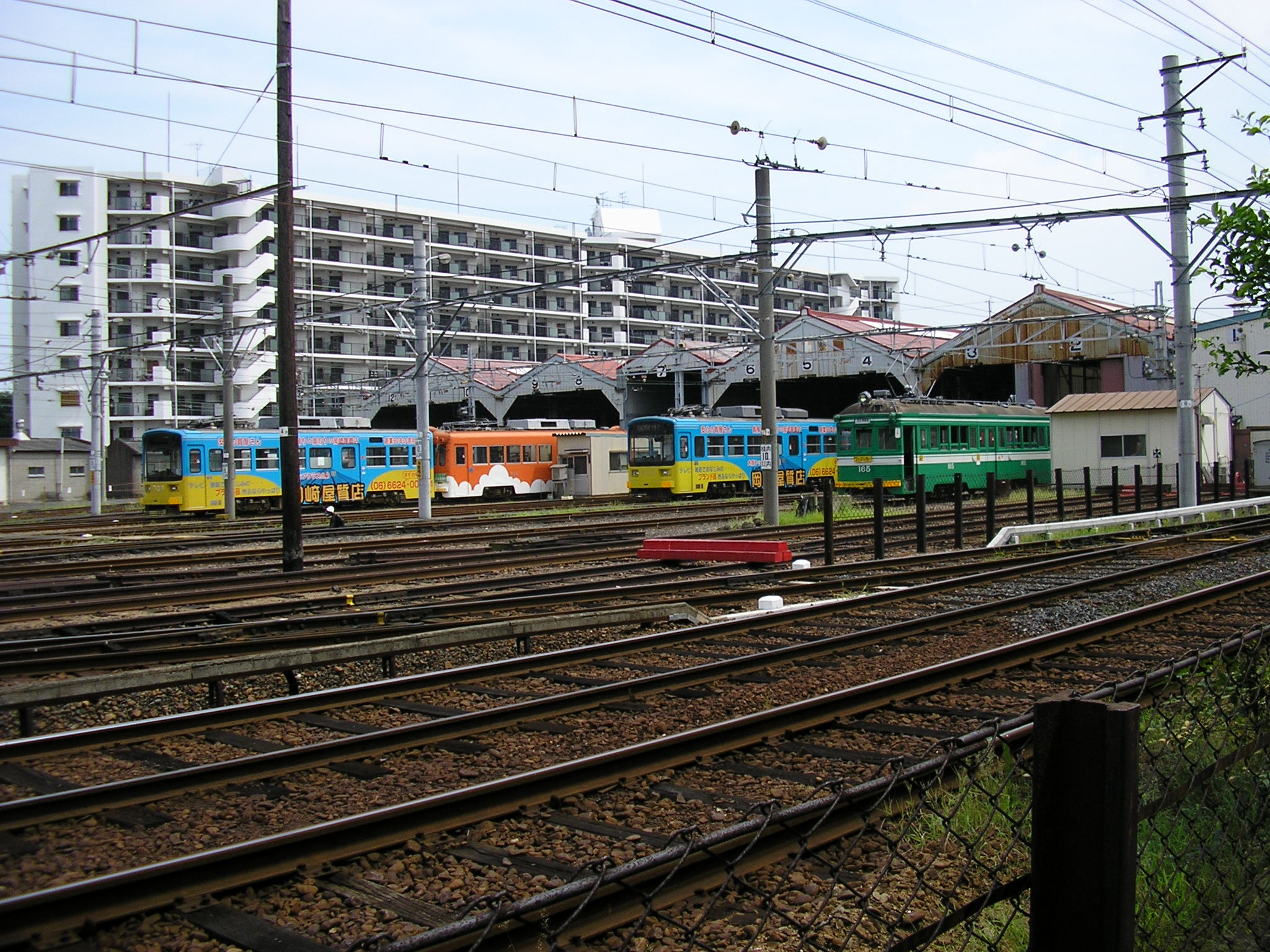
大和川検車区

大和川検車区（やまとがわけんしゃく）は、大阪府大阪市住吉区清水丘3丁目にある、阪堺電気軌道の検車施設兼車両基地（車庫）である。阪堺電気軌道が所有する全ての車両が配属されている。我孫子道停留場に隣接しており、我孫子道車庫と称されることもある。

## 概要
阪堺電気軌道（初代）開業時より使用されていた南海鉄道大阪軌道線今宮車庫に替って、1924年（大正13年）6月に大和川電車庫として新設され
1937年（昭和12年）8月に車両工場が今宮車庫より移転してきて成立した軌道線車両専用車庫である。
1955年（昭和30年）頃までは100両以上収容していたこともあり、在籍車両38両となった現在となっては、随分と持て余し気味の広さである。
東側に隣接する2棟のマンションや、「南海ライフリレーションあびこ道」が建っている場所も以前は車庫の敷地であり、マンションの場所には木造の車両工場があった。（現在の車両工場は1985年（昭和60年）竣工で、それまでは留置線だった。）
車庫内には、部品取り用の161形163号や廃車となった161形165と同じく廃車となったモ351形352号が留置、モ251形256号が保管されているほか、構内入替車としてTR-1・TR-2・デト11形が存在する。毎年6月に開催される路面電車まつりの会場ともなる。

## 周辺
当検車区の北側に阪堺電気軌道本社がある。南側には大和川が流れており、大阪市住吉区と堺市堺区の境界となっている。
- 紀州街道
- 大和橋

## 参照
「阪堺100年」　阪堺電気軌道株式会社